# 合江镇 (雅安市)
合江镇，是中华人民共和国四川省雅安市雨城区曾经下辖的一个镇。2019年12月，撤销合江镇，将其所属行政区域划归草坝镇管辖。

## 行政区划
合江镇撤销前下辖以下地区：
柏蜡村、太坪村、蟠龙村、塘坝村、魏家村、徐坪村、穆坪村、双合村、横岩村和张山村。